# 28555 Jenniferchan
28555 Jenniferchan è un asteroide della fascia principale. Scoperto nel 2000, presenta un'orbita caratterizzata da un semiasse maggiore pari a 2,3722007 UA e da un'eccentricità di 0,0335280, inclinata di 1,86595° rispetto all'eclittica.